# Tillegembos
Tillegembos är en skog i Belgien.   Den ligger i provinsen Västflandern och regionen Flandern, i den nordvästra delen av landet, 90 km väster om huvudstaden Bryssel.
Runt Tillegembos är det i huvudsak tätbebyggt. Runt Tillegembos är det tätbefolkat, med 257 invånare per kvadratkilometer.